# Foudre
Foudre és una pel·lícula suïssa dirigida per Carmen Jaquier estrenada el 2023. Va ser seleccionada com la candidata suïssa a la millor pel·lícula internacional als Premis Oscar de 2023.

## Sinopsi
Al cantó suís de Valais, cap a l'any 1900: Élisabeth viu en un convent des de fa diversos anys. Quan la seva germana gran mor, es veu obligada a tornar per ajudar la seva família durant l'estiu. Ràpidament entén que un misteri envolta la mort de la seva germana Innocente. El capellà del poble considera que era filla del diable i que la seva ànima està condemnada a vagar eternament sense trobar repòs.
Élisabeth troba un quadern escrit per Innocente, en el qual parla obertament del seu desig i de les seves experiències sexuals amb diversos homes del poble, que barreja amb discursos d'inspiració religiosa. Élisabeth està preocupada per aquest text, també està interessada en tres joves del poble. Una atracció mútua.
L'Elisabeth ensenya la llibreta d'Innocente a la seva mare, i el capellà i els seus pares l'obliguen a cremar-la. Les seves relacions amb els tres joves continuen, descobreix amb ells el desig i el plaer sexual. Els adults acabaran separant-los per la força, Elisabeth és segrestada i lligada a casa dels seus pares. El capellà vol enviar-la a un convent del nord d'Itàlia que creu que la tornarà al bon camí. Però les seves dues germanes menors l'alliberen i ella pot d'escapar.

## Repartiment
- Lilith Grasmug : Élisabeth
- Noah Watzlawick : Pierrot
- Benjamin Python : Émile
- Mermoz Melchior : Joseph
- François Revaclier : el pare
- Sabine Timoteo : la mare
- Diana Gervalla : Adèle
- Lou Iff : Paule
- Léa Gigon : Innocente
- Marco Calamandrei : el mossèn

## Producció

### Idea
Segons la directora, aquest projecte cinematogràfic va néixer a partir d'una notícia, el suïcidi de dos adolescents a Berlín, que la va portar a qüestionar l'adolescència, i també del descobriment de quaderns escrits per la seva besàvia de Valais que parlava de la vida de l'època i de les seves qüestions religioses.

### Rodatge
La pel·lícula es va rodar en paratges naturals a l'agost i setembre de 2020 a la vall de Binn, a l'Alt Valais.

### Estrena
La pel·lícula es va estrenar en el programa Platform al Festival Internacional de Cinema de Toronto 2022, i es va projectar en la secció de Nous Directors del Festival Internacional de Cinema de Sant Sebastià 2022.

## Recepció crítica
A Le Temps, Stéphane Gobbo considera que aquesta pel·lícula és "un primer llargmetratge de gran força que parteix del Valais de 1900 per tendir cap a una universalitat de propòsit".

## Distincions
- Premi del Cinema Suís 2023 : 
  - Millor so :Carlos Ibañez-Diaz i Denis Séchaud
  - Milor música : Nicolas Rabaeus[7]
- Journées de Soleure 2023 :
  - Premi Opera Prima[8]
- Festival Internacional de Cinema de Marràqueix 2022 :
  - Premi a l’escenografia[9]